# Vok I. z Krumlova
Vok I. z Krumlova (též Vok z Krumlova, ze Skalice a z Ledenic, německy Wok von Krumau, Skalitz und Ledenitz, † 5. ledna 1300), byl český šlechtic z českokrumlovské rodové větve Vítkovců.

## Život
Vok se narodil jako syn Budivoje I. z Krumlova a jeho manžleky Perchty z Falkenštejna, vnučky Kalhocha II. z Falkenštejna, zakladatele cisterciáckého kláštera Schlägl. 
Vok je poprvé doložen k roku 1272, kdy je uveden v listině z 19. března. V ní byl spolu se svými bratry Závišem z Falkenštejna a Vítkem II. svědkem převodu patronátního práva bratrů Jindřicha I. († 1310) a Vítka VI. z Rožmberka († 1277) k raabskému kostelu na vyšebrodské opatství.
Po popravě bratra Záviše v roce 1290 si Vok a Vítek směli ponechat svůj majetek. Pro Závišovu záchranu darovali vyšebrodskému klášteru vesnice Ulrichschlag, Klein-Drasen a Hohenschlag. Podle nekrologu napsaném ve vyšebrodském klášteře zemřel Vok z „Crumpnaw“ dne 5. ledna 1300. Jeho tělo bylo pohřbeno v rodové hrobce klášterního kostela.